# Альфред Гобарт Стерді
Альфред Гобарт Стерді (англ. Alfred Hobart Sturdee; 6 травня 1863, Саутсі, Портсмут, Гемпшир, Англія, Велика Британія — 19 червня 1939, Сандрінгем, Мельбурн, Вікторія, Австралія) — австралійський військовий діяч і лікар британського походження, полковник Австралійської армії, учасник англо-бурської та Першої світової воєн. Компаньйон ордена Святого Михайла та Святого Георгія.

## Біографія

### Молоді роки, сім'я й освіта
Альфред Гобарт Стерді народився 6 травня 1863 року У Саутсі поблизу Портсмута у графстві Гемпшир у Великій Британії у родині Фредеріка Ренні Стерді й Анни Френсіс, уродженої Гадсон. Походить із відомого роду з давніми традиціями служби у флоті. Його брат Фредерік Чарльз Доветон Стерді став адміралом флоту та прославився фолклендським боєм 1914 року, а його племінник Лайонел Артур Доветон Стерді, син брата, теж став адміралом.
Альфред закінчив Шпиталь Кінгс-коледжу у Лондоні. У 1880 році як корабельний лікар емігрував до Австралії, де оселився у Вільямстауні, передмісті Мельбурна (колонія Вікторія), і заснував там успішну приватну медичну та хірургічну практику.

### Військова кар'єра
8 березня 1889 року вступив на військову службу колонії Вікторія. Того ж року одружився з Лаурою Ізабелл, уродженою Мерретт (нар. 1 травня 1864 року). У 1890 році у них народився син Вернон Ештон Гобарт Стерді, який зробив ще більш блискучу військову кар'єру та двічі був начальником Генерального штабу Австралії. У 1893 році народилася дочка Ейра Годсон, у шлюбі Вестон. У складі Вікторіанських королівських бушменів і 4-го Вікторіанського імперського контингенту взяв участь в англо-бурській війні. 9 липня 1901 року був згаданий у донесеннях за допомогу пораненому солдатові, до якого він проїхав півмилі верхи на коні під вогнем противника. Був нагороджений Медаллю королеви за Південну Африку із трьома пряжками («РОДЕЗІЯ», «КАПСЬКА КОЛОНІЯ», «ТРАНСВААЛЬ») і Медаллю короля за Південну Африку з двома пряжками («ПІВДЕННА АФРИКА 1901», «ПІВДЕННА АФРИКА 1902»).
12 липня 1902 року повернувся до Мельбурна. У липні 1903 року був зарахований у резерв, але у січні 1905 року у званні капітана перейшов на службу у Медичний корпус Австралійської армії. У серпні 1908 року отримав звання майора 2-го загону польової швидкої допомоги, а у грудні 1912 року — підполковника 16-го загону.

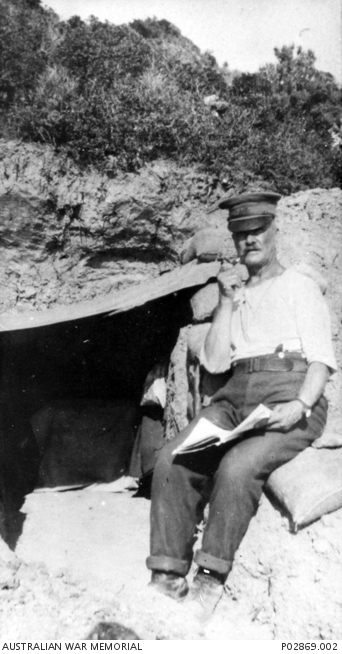
Стерді біля землянки на узбережжі Анзак.

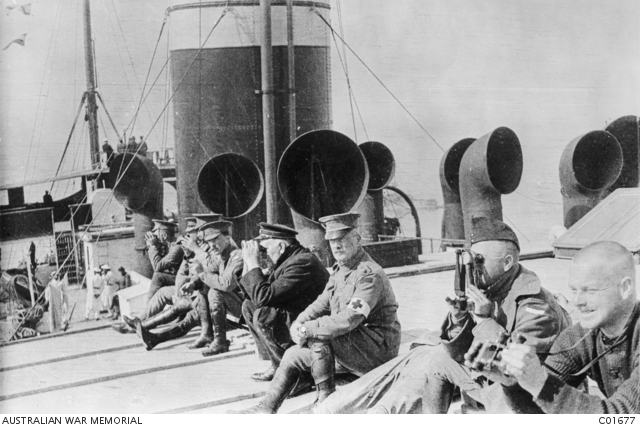
Стерді (у центрі) сидить на палубі HMAT 13 Mashobra, 25 квітня 2015 року.

До початку Першої світової війни сім'я Стерді жила на Гай-стріт у Норткоті, де Альфред відновив медичну практику у клініці «Stoneycroft». 18 серпня 1914 року 51-річний Стерді, який мав за спиною 26 років військової служби, був зарахований до Австралійських імперських сил. Медичну практику за нього стали вести доктори Годфрі та Вебб. Альфред знову очолив 2-й загін польової швидкої допомоги у Казармах Вікторії у Мельбурні. 19 жовтня 1914 року він відплив з Австралії на борту HMAT A18 Wiltshire й 11 грудня прибув до Єгипту. 6 квітня 1915 року Альфред сів на «HMAT 13 Mashobra», який став на якір 25 квітня біля Галліполійського півострова. У Галліполі він служив головним санітарним лікарем, починаючи з висадки 25 квітня 1915 року і до остаточної евакуації. 30 травня евакуйовано до Англії на борту HMAT A49 Seang Choon через грип. У серпні повернувся назад. Примітно, що у Галліполі Стерді служив разом із сином Верноном (прибув туди за два дні після призначення свого батька лейтенант-ад'ютантом до штаб-квартири дивізійних інженерів). 15 грудня Альфред залишив штаб командування АНЗАК на борту «Heroic» і 16 грудня висадився у Сарпі на Лемносі. 15 лютого 1916 року повернувся до Єгипту. 30 березня 1916 року у званні полковника розпочав службу на Західному фронті у складі 1-ї дивізії, обійнявши посаду асистента директора медичної служби у Франції та Бельгії.
2 лютого 1916 року Альфред Стерді був зведений у звання компаньйона Ордену Святого Михайла та Святого Георгія. 28 січня і 13 липня 1916 року був згаданий у кількох донесеннях. 21 листопада евакуйовано з фронту до Лондона через хронічну бронхіальну інвалідність. 4 січня 1917 року був ще раз згаданий у донесеннях. За підсумками війни Альфред також був нагороджений Зіркою 1914—1915, Британською воєнною медаллю, Медаллю Перемоги та Нагородою офіцерів колоніальних допоміжних сил.

### Подальше життя
10 лютого 1917 року Альфред вирушив до Австралії і 12 квітня прибув до Мельбурна, де отримав посаду директора медичної служби 3-го військового округу, а пізніше — директора медичної служби Департаменту з репатріації, яку обіймав до своєї відставки у 1930 році. Надалі проживав на Макміллан-стріт в Елстернвіку.
Альфред Гобарт Стерді помер 19 червня 1939 року у віці 76 років після тривалої хвороби на Гладстон-стріт у Сандрингемі, передмісті Мельбурна, через чотири дні після отримання сином Верноном звання командора Ордену Британської імперії та за кілька місяців до початку Другої світової війни. Похований на цвинтарі Четелгема в Аделаїді Його дружина Лаура померла 4 жовтня 1944 року і була похована поряд з ним.

## Пам'ять
Особисті речі Альфреда Стерді, зокрема щоденники з місць боїв, зберігаються у Бібліотеці Академії сил оборони Австралії.